# Notyliopsis
Notyliopsis là một chi thực vật có hoa trong họ Lan.